# Árbæjarfoss
De Árbæjarfoss is een waterval in het zuidwesten van IJsland. De waterval is vernoemd naar het nabijgelegen kerkje en boerderij Árbær. 
De Ytri-Rangá stroomt ten westen van de stad Hella in een vlak landschap richting het zuiden. Een paar kilometer stroomopwaarts van Hella ligt in die rivier de Árbæjarfoss. Een paar kilometer stroomafwaarts ligt de Ægissíðufoss.